# Unione Sportiva Lucchese Libertas 1959-1960
Questa voce raccoglie le informazioni riguardanti l'Unione Sportiva Lucchese Libertas nelle competizioni ufficiali della stagione 1959-1960.

## Rosa
| N. |                   | Ruolo | Calciatore        |
| -- | ----------------- | ----- | ----------------- |
|    | Italia (bandiera) | A     | Adriano Bassetto  |
|    | Italia (bandiera) |       | Biagini           |
|    | Italia (bandiera) | C     | Mario Conti       |
|    | Italia (bandiera) | A     | Paolo Corsellini  |
|    | Italia (bandiera) | D     | Uriano Fontana    |
|    | Italia (bandiera) | D     | Adolfo Gori       |
|    | Italia (bandiera) | C     | Ettore Mannucci   |
|    | Italia (bandiera) | C     | Franco Mantovani  |
|    | Italia (bandiera) | D     | Giampiero Mariani |

| N. |                   | Ruolo | Calciatore           |
| -- | ----------------- | ----- | -------------------- |
|    | Italia (bandiera) |       | Nardi                |
|    | Italia (bandiera) | D     | Mario Pedemonte      |
|    | Italia (bandiera) | P     | Silvano Piancastelli |
|    | Italia (bandiera) | C     | Marzio Pierotti      |
|    | Italia (bandiera) | C     | Piero Ribechini      |
|    | Italia (bandiera) | A     | Loredano Ricoveri    |
|    | Italia (bandiera) | C     | Giordano Saporetti   |
|    | Italia (bandiera) | D     | Roberto Stefanutti   |
|    | Italia (bandiera) | P     | Roberto Strulli      |